# Kánon (kanonické právo)

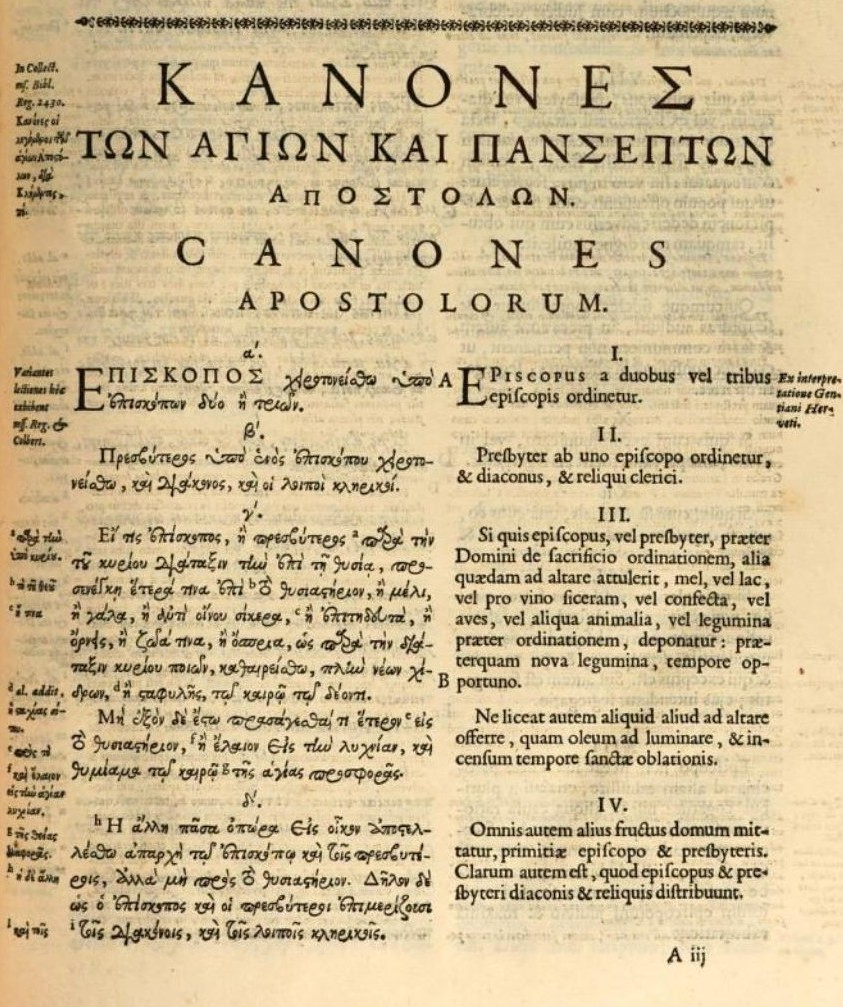
Kánony 1 až 4 Apoštolských kánonů (které někteří připisují apoštolům) v řečtině (vlevo) a latině (vpravo). Vydání z roku 1715.

Kánon je v kanonickém právu základní část určitého právního předpisu, například Kodexu kanonického práva nebo Kodexu kánonů východních církví. Kánony jsou v jeho rámci číslovány vzestupně od jedničky výše a mohou se dále členit na paragrafy, které v českém právním řádu odpovídají odstavcům.
V katolickém kanonickém právu označuje kánon nějaký zákon vyhlášený synodou, ekumenickým koncilem nebo jednotlivým biskupem.
Slovo „kánon“ pochází z řeckého kanon, které v původním užití označovalo rovnou tyč, později nástroj používaný architekty a řemeslníky jako pravítko k vytváření přímek. Kanon nakonec začal znamenat pravidlo nebo normu, takže když se v roce 325 konal první ekumenický koncil – Nicea I. – začal kanon získávat omezené právní označení zákona vyhlášeného synodou nebo ekumenickým koncilem a také zákona jednotlivého biskupa.

## Etymologie
Řecky kanon / starořecky κανών, arabsky Qanun / قانون, hebrejsky kaneh / קנה, „rovný“; pravidlo, předpis, norma nebo míra; kořenový význam ve všech těchto jazycích je „rákos“ (srov. románský původ anglického slova „cane“). Kanon byl nástroj používaný architekty a umělci k vytváření rovných čar.

## Použití v přednickém období
Viz též: Právní dějiny katolické církve
Někteří autoři se domnívají, že církev dala přednost slovu kánon před slovem zákon, protože to druhé mělo pro věřící v dobách pronásledování krutý význam.
První Církevní otcové používají kánon jako ekvivalent pro pravidlo víry nebo pro nějakou formuli vyjadřující závaznou povinnost křesťanů.
Bickell prohlašuje, že v prvních třech stech letech se kánon sotva kdy vyskytuje jako samostatné a zvláštní nařízení církve; spíše označuje pravidlo víry obecně. Odvolává se na skutečnost, že u nejstarších křesťanských spisovatelů se zřídkakdy používá množné číslo tohoto slova.

## Nicejské a středověké použití
Ve čtvrtém století se začal používat kánon pro disciplinární dekret díky tomu, že jej v tomto smyslu použil první nicejský koncil (325 n. l.).
Lucius Ferraris z Montecassina říká, že v prvních stoletích církve nebylo zapotřebí mnoha disciplinárních předpisů, a proto bylo sotva nutné rozlišovat dekrety na dogmatické a disciplinární, protože věřící řadili obojí pod povinnost zachovávat obecné pravidlo víry.

### Kánon vs.decretum
Viz též: Dekret (katolické kanonické právo), Dekretál a Gratiánův dekret
Podle Katolické encyklopedie znamenal kánon od 4. století téměř všeobecně disciplinární nařízení koncilu nebo římských papežů.
Slovo decretum, ačkoli obecně označovalo autoritativní nařízení nebo rozhodnutí, se v téže době začalo stále více omezovat na dogmatické záležitosti, zatímco kánon, pokud se používal v protikladu k němu, se omezoval na kázeňské předpisy. Že však toto užívání nebylo neměnné, je zřejmé z toho, že Gratián používal „decretum“ pro označení své sbírky kánonů a dekretů.

## Kodifikace
Když se církevní předpisy začaly množit, bylo nutné je shromáždit do kodexů, které zpravidla dostaly název „Sbírka kánonů“. V nich se k církevním předpisům často přidávají i občanské zákony. Pro takové sbírky používali Řekové termín nomokánony. Latiníci pro ně nemají zvláštní název, i když se někdy hovoří o Kapitulářích, např. Kapitulářích Karla Velikého, což je poněkud paralelní použití na Západě.

### Katolická církev
V roce 1917 vydala katolická církev Kodex kanonického práva z roku 1917, který se vztahoval na latinskou církev. V roce 1983 vydala nový Kodex kanonického práva pro latinskou církev, který nahradil Kodex kanonického práva z roku 1917.
Za působení Pia XII. byly vydány četné kánony pro východní katolické církve. V roce 1993 byl vydán Kodex kánonů východních církví.

### Východní pravoslavná církev
Hlavní článek: Kanonické právo východní pravoslavné církve
Východní pravoslavná církev, především díky dílu athosského mnišského učence Nikodéma Hagiority z 18. století, shromáždila kánony a komentáře k nim v díle známém jako Pēdálion (řecky Πηδάλιον, „kormidlo“), které se tak jmenuje proto, že má „řídit“ církev v její disciplíně. Dogmatická rozhodnutí koncilů mají být důsledně uplatňována, protože jsou považována za zásadní pro jednotu církve a věrné zachovávání evangelia.

## Katolická církev

„Váhy spravedlnosti“ – kanonické právo katolické církve

V katolickém kanonickém právu je kánon určité pravidlo nebo norma chování či víry předepsaná katolickou církví.

### Tridentské užívání
Od Prvního nicejského koncilu až do začátku Tridentského koncilu dostávaly předpisy o kázni vydávané shromážděními biskupů název kánony.
S Tridentským koncilem v 16. století začal odklon od tohoto starobylého používání. Tento koncil používal slovo kánon pro krátké, dogmatické definice s připojeným anatématem. Na druhé straně dal svým disciplinárním předpisům název dekrety. Příkladu, který dal Tridentský koncil, následoval První vatikánský koncil.
Zdá se, že Tridentský koncil přiblížil kánon významu, který měl před prvním nicejským koncilem, kdy se vztahoval spíše k víře než k disciplíně. Zdá se, že obecná představa rozhodnutí církevní autority je také základním významem výrazů „kánon Písma“, „mešní kánon“, „kánon svatých“, i když pro poslední výraz Ducange naznačuje poněkud jiný původ.

### Autorita
Pokud jde o autoritu církevních kánonů v katolické církvi, rozlišuje se mezi kánony víry a kánony kázně, neboť první jsou nezvratné, druhé nikoli. Stejně tak kánony, které obsahují předpis závazný již z důvodu Božského nebo přirozeného práva, nemohou být na stejné úrovni jako ty, které jsou pouze církevního původu.
Corpus iuris canonici obecně prohlašuje, že kanonická ustanovení jsou závazná pro všechny; stejně tak že biskupové jsou strážci kánonů a musí dbát na jejich dodržování. Pokud jde o kánony v obvyklém církevním smyslu (totiž v tom, který platil před Tridentským koncilem), protože se týkají především záležitostí kázně, je třeba mít na paměti, že nejsou ani neměnné, ani nezměnitelné.
Předmět těchto kánonů závisí nejen na okolnostech osob, míst a časů, ale také na úvahách o účelnosti nebo dočasné nutnosti. Změna kterékoli z příčin, jež vedly k vypracování kánonů, způsobí změnu jejich závaznosti, neboť disciplinární předpisy jsou téměř nutně proměnlivé.
Stejně tak, když se jedná o závaznost kánonu, je důležité určit, zda byl vydán všeobecným koncilem nebo dekretem papeže jako závazek pro všechny věřící, nebo zda byl formulován pouze pro omezené oblasti nebo osoby. V druhém případě je jeho závaznost stejně omezená jako jeho rozsah.

### Abrogace, obrogace a zvyk
Hlavní články: Obrogace a Zvyk (katolické kanonické právo)
Katolická encyklopedie tvrdí, že cílem, který katolická církev vždy sledovala při vyhlašování svých kánonů, bylo vedení a ochrana kléru a laiků v povinnostech křesťanského života a v nejlepších metodách církevní správy.
Ačkoli tedy tyto kánony obsahují prvky pozitivního lidského práva, v konečném důsledku jsou založeny na Božském nebo přirozeném právu. Jako takové nemohou být zcela zrušeny protichůdnými zvyklostmi, i když jejich přísnost může být zmírněna určitými okolnostmi, po jejichž odpadnutí by opět platila původní přísnost kánonu. Pokud jsou zcela lidského práva, mohou být samozřejmě zcela zrušeny, a to nejen zákonodárstvím ze strany příslušných orgánů, ale i legitimní zvyklostí.
William H. W. Fanning v článku v Katolické encyklopedii z roku 1913 uvádí, že:
Zanedbávání předpisů posvátných kánonů bylo vždy zdrojem zkaženosti mravů a snad i hlavní příčinou ztráty víry národů i jednotlivců.
Podle Fanninga je studium posvátných kánonů nařízeno zejména duchovním. Fanning spekuluje, že snad většina předpisů se týká přímo církevních hodnostářů, a naznačuje, že duchovní v nich najdou nejjistější vodítko pro své vlastní chování a pro plodné vykonávání své služby při vedení věřících.

## Východní pravoslavná církev
Ve východním pravoslavném kanonickém právu jsou kánony "„církevní normy vydané církví společným hlasem biskupů shromážděných na ekumenických nebo místních synodách, které promlouvají z vnuknutí Ducha svatého a v souladu s Kristovým učením a církevními dogmaty. Kromě toho církevní otcové vydávali kánony nebo psali listy, které se nakonec začaly považovat za zcela nebo částečně kanonické. [....] Zvláštní místo v kanonickém právu zaujímá [pětaosmdesát] Kánonů svatých apoštolů, připisovaných apoštolům a shromážděných v různých dílech“.

## Episkopální církev (USA)
V Episkopální církvi Spojených států amerických jsou kánony v kanonickém právu „psaná pravidla, která poskytují kodex zákonů pro správu církve. Kánony Episkopální církve vydává generální konvent. Kánony Episkopální církve mohou být přijaty, změněny nebo zrušeny pouze na základě souběžného usnesení komory zástupců a komory biskupů během generálního konventu“.